# Катастрофа Ан-148 в Білгородській області
15 березня 2011 року біля н.п. Гарбузове Бєлгородської області під час виконання польоту за програмою перенавчання льотного складу Республіки М'янма сталася катастрофа літака Ан-148-100Е, бортовий номер 61708.

## Екіпаж
- Льотчик-випробувач інструктор Ю. П. Зубрицький;
- штурман-випробувач В. І. Ясько;
- бортінженер-випробувач А. А. Корольов;
- провідний інженер з льотних випробувань А. С. Самошкін;
- пілоти М'янми — Хтен Лін Аунг і Зау Хтун Аунг.

## Розслідування
О 10.30 було досягнуто висоти 9100 метрів. Перед початком екстреного зниження обидва двигуни були переведені на режим земного малого газу (ЗМГ), на якому стійко працювали аж до руйнування хвостової частини літака.
О 10:34:51 у процесі екстреного зниження на висоті 8000 метрів літак досяг приладової швидкості 450 км/год. При цьому значення приладової швидкості, що відображаються на екранах командно-пілотажних індикаторів (КПІ) лівого і правого пілотів, почали розходитися зі значеннями приладової швидкості на пілотажному приладі комбінованому резервному (ППКР). На ППКР приладова швидкість формувалася від приймача повного повітряного тиску резервного, а на КПІ — через обчислювачі системи вимірювання висотно-швидкісних параметрів (ІКВСП-148).
Заниження показань за каналами приладової швидкості в усіх трьох обчислювачах ІКВСП відбувалося несинхронно. О 10:34:55, коли розбіжність значень приладової швидкості між КПІ та ППКР сягнула величини 43 км/год, спрацювала світлова і звукова сигналізація «ПРИЛАДОВА ШВИДКІСТЬ — ПОРІВНЯЙ». При цьому пілот — інструктор виголосив: «Дивись, відмова пройшла». Відповідно до керівництва з льотної експлуатації (КЛЕ), екіпаж при цьому мав порівняти показання приладової швидкості, які відображаються на КПІ та на ППКР, і визначити справний канал інформації. Однак екіпаж не розпізнав появи особливої ситуації та продовжив режим екстреного зниження.
О 10:34:52 вертикальна швидкість зниження збільшилася з 54 до 65 м/с. При цьому показання вертикальної швидкості на КПІ зберігалися незмінними та дорівнювали 50 м/с, тоді як на ППКР відображалася реальна вертикальна швидкість. Розбіжність значень приладової швидкості на КПІ і ППКР досягла 180 км/год, причому її значення на ППКР збільшувалися відповідно до фактичної зміни параметра, а на КПІ — продовжували зменшуватися.
О 10:35:15 вертикальна швидкість зниження зросла до 85 м/с, а розбіжність значень приладової швидкості на КПІ та ППКР сягнула 360 км/год. У цей момент командир повторив: «У мене відмова пройшла».
О 10:35:22, у момент, коли літак перевищив максимальну експлуатаційну швидкість, аварійна ситуація перейшла в катастрофічну. Це сталося на тлі зменшення приладової швидкості на екранах КПІ до нуля. Нульове значення приладової швидкості на КПІ зберігалося протягом 6 секунд, а потім під час зменшення кута тангажу до — 13,5 градуса за 2 секунди зрівнялася зі швидкістю, яка відображається на ППКР і дорівнює 650 км/год. Надалі розбіжностей у реєстрації цього параметра не спостерігалося.
Після цього було зареєстровано знакозмінні коливання рульових поверхонь із частотою 1 Гц. Літак увійшов у режим низькочастотних коливань за всіма трьома каналами, які зростали за амплітудою.
О 10:35:30 на швидкості 660 км/год і висоті 5200 м запис параметрів відхилення обох половин керма висоти, керма напрямку і лівого елерона припинилися одномоментно. Знакозмінні перевантаження призвели до перевищення запасів міцності конструкції хвостової частини літака і до її руйнування.

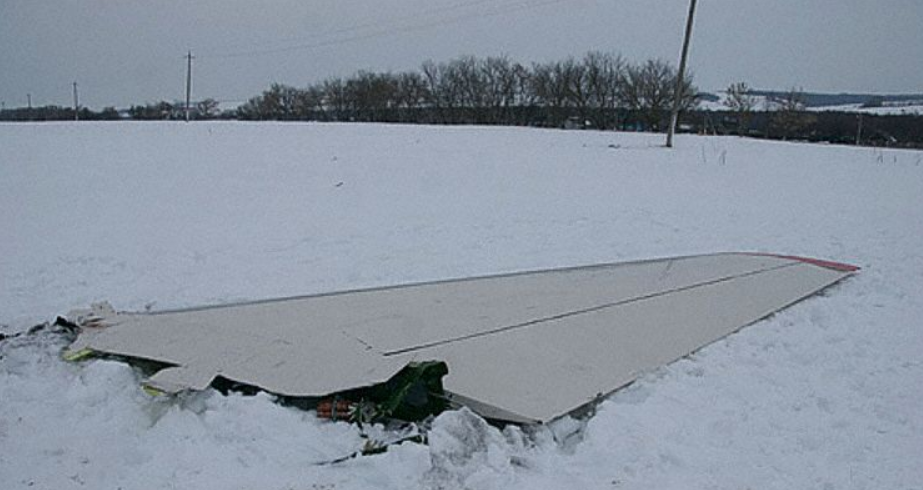
Половину стабілізатора знайшли за 3 км від місця катастрофи.

Літак, безладно обертаючись, врізався в землю.

## З висновку комісії

### Причина
Ненавмисне виведення екіпажем під час виконання режиму екстреного зниження літака Ан-148-100Е на швидкість польоту, що перевищувала максимальну експлуатаційну на 110 км/год, що призвело до деформації літака, появи низькочастотних коливань за всіма трьома осями, наростання знакозмінних перевантажень, що перевищують межі міцності, унаслідок чого сталося руйнування літака в повітрі.

### Фактори, що сприяють авіаційній пригоді
1. Несвоєчасні та недостатні дії екіпажу щодо виведення літака з режиму екстреного зниження, а також відсутність належної координації між членами екіпажу, пов'язаної, зокрема, з необхідністю обміну інформацією англійською мовою.
2. Невірогідна інформація про приладову швидкість на основних індикаторах кабіни екіпажу, одержувана від системи ІКВСП-148, у разі досягнення літаком значень параметрів польоту, не характерних для експлуатації відповідно до рекомендацій керівництва з льотної експлуатації (КЛЕ).
3. Виконання екіпажем режиму екстреного зниження з відхиленнями від рекомендацій КЛЕ, що призвело до виходу за межі експлуатаційних режимів польоту.
4. Непроведення повного аналізу польотної інформації за результатами попередніх польотів, у яких відпрацьовували процедуру екстреного зниження і спостерігали випадки видачі невірогідної інформації про приладову швидкість на основних індикаторах і невжиття відповідних організаційних заходів.

## Рекомендації щодо підвищення безпеки польотів
Провести комплекс робіт із розширення експлуатаційних можливостей системи ІКВСП-148 для запобігання випадкам спотворення інформації про приладову швидкість та інші параметри.